# 弗拉普契什泰市鎮

弗拉普契什泰市鎮在北马其顿的位置

弗拉普契什泰區是北馬其頓共和國的一個市镇，行政中心为弗拉普契什泰村，属于波洛格统计区。市镇總面積157.98平方公里，2021年人口24,953。
該市镇北臨博戈维涅市镇，東接布尔韦尼察市镇，南鄰戈斯蒂瓦尔市镇。

## 外部連結
- 官方网站